# Susumu Tonegawa
Susumu Tonegawa (Nagoya, 6. rujna 1939.) je japanski molekularni biolog.
Godine 1987. dobio je Nobelovu nagradu za fiziologiju ili medicinu za otkriće genetičkog principa nastanka raznolikosti antitijela. 

## Vanjske poveznice
- Nobelova nagrada - autobiografija (engl.)